# 康坦·马埃
康坦·马埃（法語：Kentin Mahé，1991年5月22日—），法国男子手球运动员。他曾代表法国国家队参加2016年和2020年夏季奥林匹克运动会手球比赛，获得一枚金牌和一枚银牌。